# Nossa Senhora de Fátima (Aveiro)
Pour les articles homonymes, voir Nossa Senhora de Fátima.
Nossa Senhora de Fátima est une ancienne paroisse civile portugaise (en portugais : freguesia) de la municipalité d'Aveiro et du district du même nom.
La loi no 11-A/2013 du 28 janvier 2013, portant réorganisation administrative du territoire des freguesias, fusionne Nossa Senhora de Fátima avec les paroisses voisines de Requeixo et Nariz pour former Requeixo, Nossa Senhora de Fátima e Nariz (dont le siège est à Nossa Senhora de Fátima).